# Gerhart-Hauptmann-Straße (Weimar)

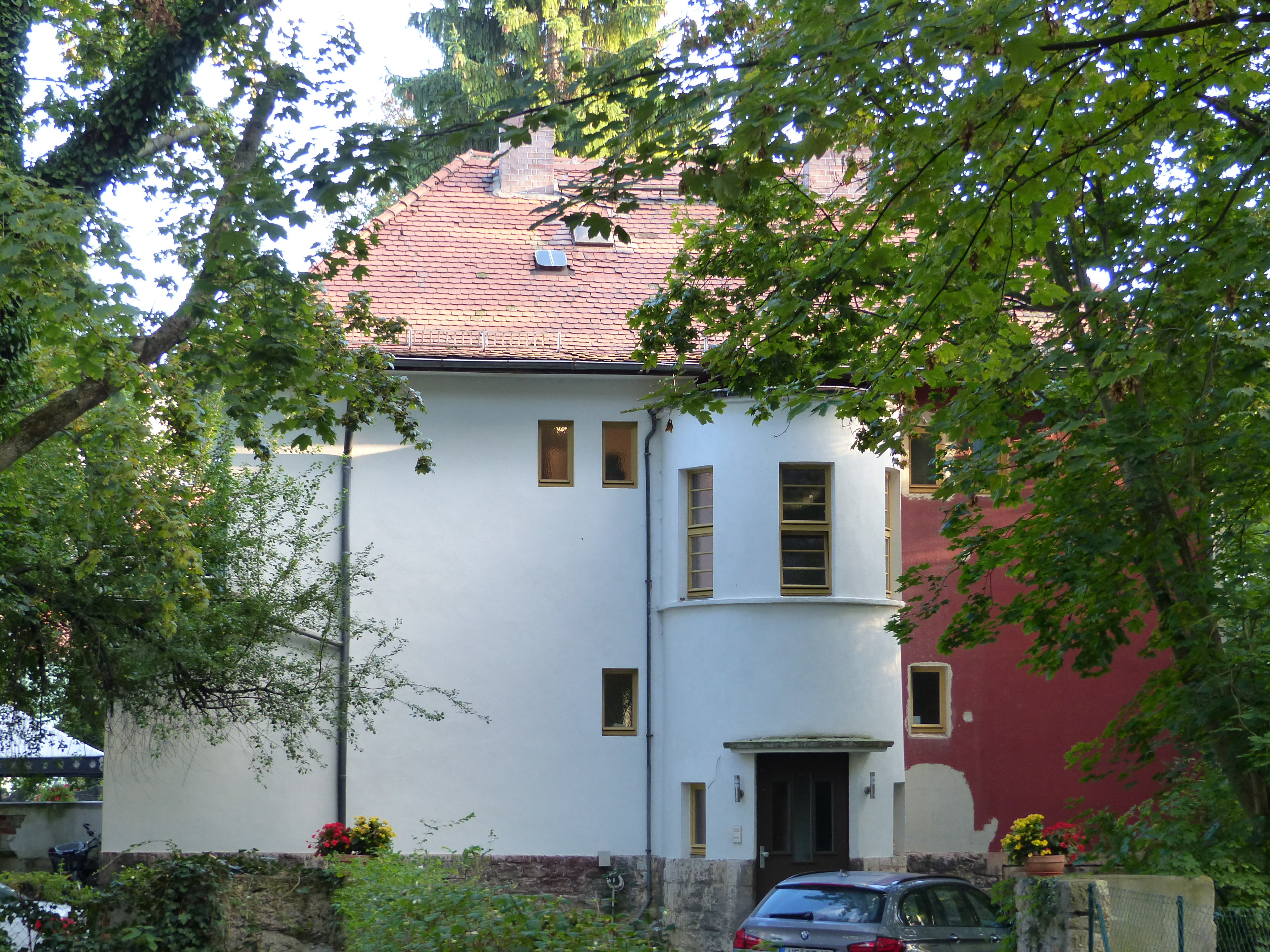
Gerhart-Hauptmann-Straße 5

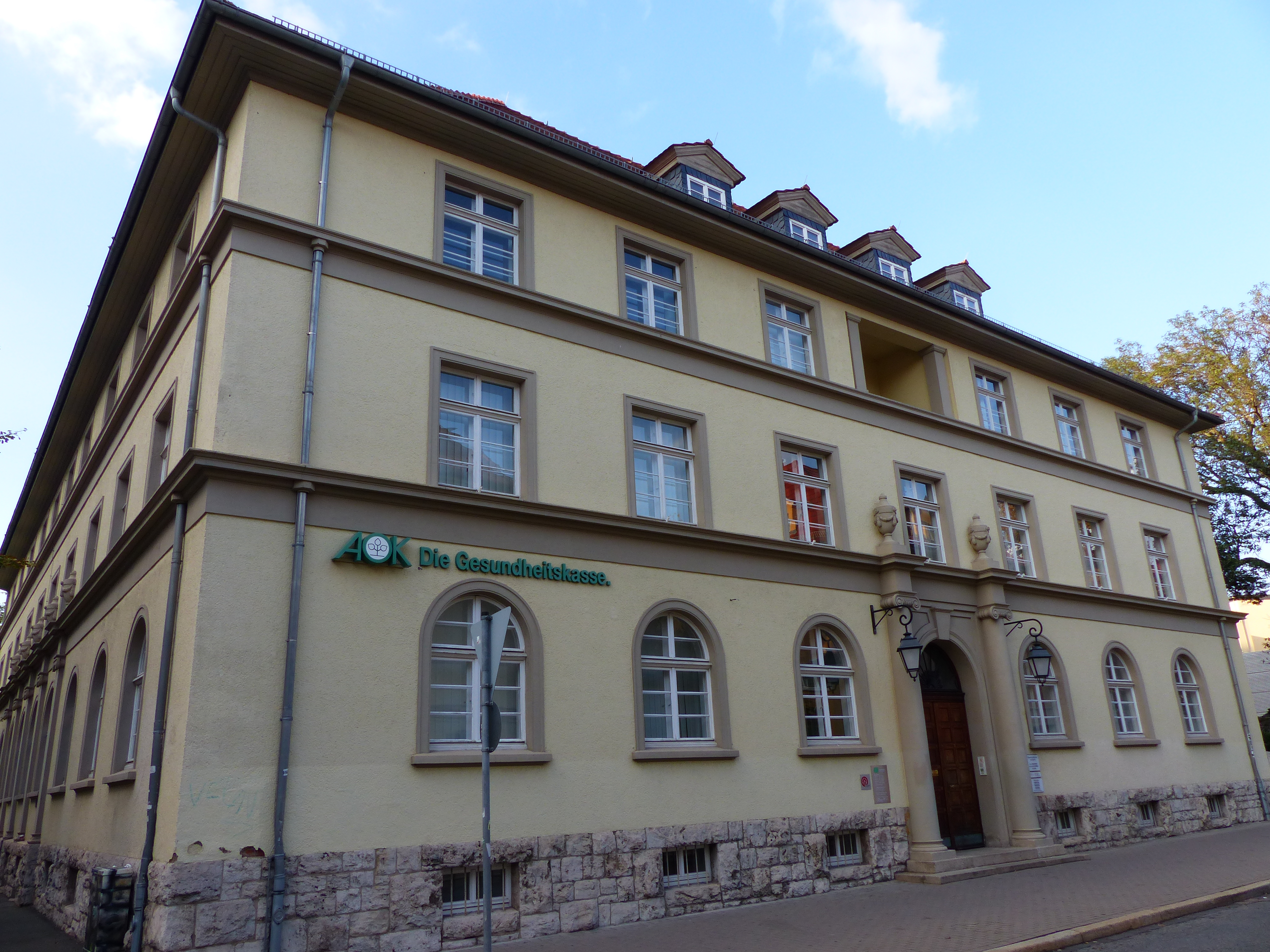
Gerhart-Hauptmann-Straße 6

Die nach dem Schriftsteller, Dramatiker und Literaturnobelpreisträger Gerhart Hauptmann benannte Gerhart-Hauptmann-Straße liegt in der Weimarer Westvorstadt. Sie beginnt am Goetheplatz, von dem sie allerdings durch den Goetheplatz 6a getrennt ist, und endet an der Coudraystraße. In der Gerhart-Hauptmann-Straße 2 befindet sich ein Parkhaus unweit des Postamtes.
Das Wohnhaus Gerhart-Hauptmann-Straße 5 und das Bürohaus Nr. 6, wo sich ehemals das Finanzamt befand und heute die AOK ihren Sitz hat, stehen auf der Liste der Kulturdenkmale in Weimar (Einzeldenkmale). Während das Wohnhaus Gerhart-Hauptmann-Straße 5 der Moderne zuzurechnen ist, gehört das AOK-Gebäude der Stilepoche des Historismus an. Das Gebäude ist dem Heimatschutzstil zuzurechnen.